# Ingeborg Sommer
Ingeborg Sommer (* 14. November 1923 in Stentsch (Landkreis Züllichau-Schwiebus); † 18. September 2001 in Bad Saarow) war eine deutsche Journalistin, Gewerkschafterin und Politikerin (SPD).

## Leben
Ingeborg Sommer wurde 1923 in Stentsch, damals Provinz Brandenburg, geboren. Die Tochter aus bürgerlichem Haus wurde streng erzogen. Auf Wunsch ihres Vaters, der Zollbeamter und Offizier war, lernte sie schießen und reiten. Nach dem Abitur studierte sie zunächst Medizin in Berlin; noch vor dem Physikum wurde sie während des Zweiten Weltkriegs dienstverpflichtet. Sie war Sanitätshelferin in Wismar und kam im April 1945 zunächst nach Timmendorfer Strand. Zeitweilig arbeitete sie nach Kriegsende als Sprechstundenhilfe in Lübeck, wohin auch ihre Eltern kamen. Sie nahm ein Studium an der Norddeutschen Orgelschule in Lübeck auf, konnte es jedoch aus finanziellen Gründen nicht fortsetzen. 1946 trat sie der SPD bei. Von 1947 bis 1950 lernte sie den Beruf der Schneiderin. Anschließend arbeitete sie als Freie Mitarbeiterin bei der Lübecker Freien Presse und wurde dort später als Redakteurin beschäftigt. 1952 gründete sie den Lübecker Ortsverein der Deutschen Journalisten-Union, die zur DGB-Gewerkschaft IG Druck und Papier gehörte.
1953 wurde sie hauptamtliche Gewerkschafterin im DGB-Landesbezirk Nordmark, in dem sie ab 1. Juli 1953 die Abteilung Frauen leitete. Sie baute etwa 20 Frauengruppen in Schleswig-Holstein, Hamburg und Niedersachsen auf. Ihr Ziel war es, Frauen zum eigenverantwortlichen Handeln zu ermutigen: Frauen werden was, vorausgesetzt, sie wollen was und sie können was!. Sie selbst sah sich nie als Quotenfrau und lehnte Gleichstellungspolitik ab: Die ist mir schnuppe-egal. Ich war nie eine Quote! 1960 wurde sie Leiterin der Abteilung Schulung und Bildung beim DGB Nordmark. Als einzige Frau im DGB hatte sie diese Funktion inne. Ingeborg Sommer war außerdem Geschäftsführerin der Arbeitsgemeinschaft Arbeit und Leben, betreute Stipendiaten der Akademie für Gemeinwirtschaft, der späteren Hochschule für Wirtschaft und Politik HWP in Hamburg, gehörte der Deputation der Sozialbehörde Hamburg an und war ehrenamtliche Arbeitsrichterin. Björn Engholm motivierte sie zum Besuch der späteren HWP. Zu ihren Funktionen gehörten auch die Mitgliedschaft im Wirtschaftsausschuss des Landesfrauenrates Schleswig-Holstein, der Vorsitz des Verwaltungsausschusses des Arbeitsamtes Lübeck und die Mitgliedschaft in der Vertreterversammlung der LVA Schleswig-Holstein.
Auf Betreiben von Berta Wirthel und Elly Linden ging sie in die Politik. 1967 wurde sie in den Landtag von Schleswig-Holstein gewählt, dem sie bis 1975 angehörte. Sie hatte sich auf Druck des DGB Lübeck dafür entschieden, dem Vorsitz des DGB-Kreises Lübeck den Vorrang vor dem Landtagsmandat zu geben. 1974 wurde sie in die Lübecker Bürgerschaft gewählt. Der Bürgerschaft gehörte sie bis 1990 an. Gleich nach ihrer ersten Wahl wurde sie zur stellvertretenden Stadtpräsidentin gewählt, 1986 wurde sie Stadtpräsidentin. In dieser Funktion als höchste Repräsentantin der Stadt stieß sie jedoch an die Grenzen, die Frauen in der Gesellschaft gesetzt waren. Als ihr die Ehre zugestanden hätte, als Stadtpräsidentin an der Kringelhöge, der Jahresversammlung des Amtes der Stecknitzfahrer, teilzunehmen, wurde sie wieder ausgeladen, weil bis in die Gegenwart daran nur Männer teilnehmen dürfen.
Ingeborg Sommer starb 2001, als sie sich auf einer Reise in ihren Geburtsort im heutigen Polen befand. Der Lübecker Bürgermeister Bernd Saxe würdigte sie als „eine ganz außerordentliche Frau“: Die Hansestadt verliert mit ihr eine ihrer ganz großen Persönlichkeiten. Sie war mit ihrem unermüdlichen Einsatz für unsere Stadt und die Menschen, die in ihr leben, und mit ihrem kraftvollen Engagement für die Belange Lübecks ein großes Vorbild. Daneben ist sie mir über die Jahre auch eine persönliche Freundin geworden.

## Ehrungen
Ingeborg Sommer erhielt 1975 das Bundesverdienstkreuz am Bande, 1987 das Bundesverdienstkreuz Erster Klasse sowie 1990 die Ehrenplakette des Lübecker Senats und die Freiherr-vom-Stein-Medaille des Landes Schleswig-Holstein.